# La rivelazione - Maze Runner
La rivelazione - Maze Runner (The Death Cure) è un romanzo fantascientifico distopico del 2011 dello scrittore statunitense James Dashner, ultimo libro in ordine cronologico interno della serie di The Maze Runner.
La rivelazione - Maze Runner  è stato pubblicato negli Stati Uniti nel 2011, mentre è uscito in Italia per la Fanucci Editore il 28 agosto 2014.
La 20th Century Fox ha acquistato i diritti di tutti e tre i romanzi: il primo film è uscito nel 2014, il secondo nel 2015 e Maze Runner - La rivelazione il 26 gennaio 2018.

## Trama
Thomas (il protagonista) è tenuto in isolamento dalla C.A.T.T.I.V.O., ma alla fine viene rilasciato. Egli, insieme agli altri Radurai e al Gruppo A, scopre dal vicedirettore Janson che la cura per l'Eruzione (la malattia mortale che affligge l'umanità) ed il processo per elaborarla non è ancora stato ultimato. Vengono inoltre a sapere che tutti loro hanno la malattia ma molti sono immuni al virus, e questo privilegio è mal visto nel mondo esterno. Le persone immuni al virus sono dette "Muni" e sono visti con disprezzo. Tra le persone che invece non sono immuni c'è Newt, amico di Thomas conosciuto nel labirinto. Ai Radurai è offerta la possibilità di ripristinare i propri ricordi, ed è anche rivelato che il dispositivo di controllo nel loro cervello sarà rimosso nel processo. Ciò significa che Thomas, Teresa e Aris non saranno più in grado di comunicare telepaticamente. La maggior parte accetta il procedimento, salvo Thomas, Minho e Newt, che si ribellano e cercano di scappare dal centro della C.A.T.T.I.V.O. I tre riescono a fuggire anche grazie a Brenda, che lavora per la C.A.T.T.I.V.O. ma che si ricrede e decide di seguire Thomas, e Jorge (pilota di dirigibile della C.A.T.T.I.V.O. e amico di Brenda). Durante la fuga, Newt da una lettera a Thomas chiedendogli di leggerla quando sarà il momento giusto.
La fuga dal centro della C.A.T.T.I.V.O. è lunga e complessa, e vede i cinque impegnati in duri combattimenti. Alla fine il gruppo vola a Denver, nella speranza di incontrare un ex dottore della C.A.T.T.I.V.O., Hans, che ha la possibilità di rimuovere il dispositivo dalle teste di Thomas e Minho. A Denver, Thomas e gli altri scoprono che Gally è ancora vivo e sano di mente e racconta loro di un'organizzazione anti-C.A.T.T.I.V.O., chiamata "Braccio Destro". Il gruppo si reca alla fine da Hans per far rimuovere il dispositivo, ma quest'ultimo fa sì che Thomas attacchi Hans e cerchi di ucciderlo. Brenda, Minho e Jorge riescono a fermarlo, e Hans riesce a liberarlo dal dispositivo. Thomas viene inoltre a sapere dallo stesso vicedirettore Janson, attraverso un video di una macchina di polizia robotizzata, che la C.A.T.T.I.V.O. ha bisogno di lui per concludere definitivamente gli studi sulla ricerca della cura. Più tardi, Thomas scopre che Newt è stato catturato e portato in una sorta di zona di quarantena per persone contagiate chiamata "Palazzo degli Spaccati"; insieme ai suoi compagni riesce a trovarlo, ma Newt si rifiuta di tornare con loro essendo consapevole di essere sulla via della pazzia portata dal virus. Il gruppo si vede costretto a fuggire dal Palazzo a causa di una dozzina di Spaccati al loro inseguimento. Una volta al sicuro sulla berga, Thomas si decide a leggere la lettera di Newt, e scopre che l'amico gli aveva chiesto di ucciderlo, prima che impazzisse e diventasse uno Spaccato "oltre l'Andata" (spaccati resi folli e senza un briciolo di ragione dal virus).
Il gruppo decide di tornare in città per unirsi al Braccio Destro, ma viene catturato da un commando e portato in una specie di magazzino, insieme a Teresa, Aris, il Gruppo B e altri immuni della città. Thomas e gli altri però riescono a prendere il controllo della situazione e costringono le guardie a portarli dal loro capo. Scoprono così che il gruppo appartiene al "Braccio Destro" e che Gally non è il capo. Lo è un certo Vince, che ha attuato un piano per intrufolarsi nel centro della C.A.T.T.I.V.O. e sabotare l'edificio. Il gruppo decide così di contribuire e Thomas viene mandato alla C.A.T.T.I.V.O. fingendosi disposto a terminare la ricerca, ma in realtà il suo compito è quello di piazzare uno speciale dispositivo creato da un'operaia di armi di ultima generazione unitasi al Braccio Destro, che blocca e disattiva tutte le armi presenti nel raggio di azione del dispositivo.
Thomas, prima di arrivare alla Berga che lo porterà alla C.A.T.T.I.V.O., incontra Newt, ridotto male, tra gli Spaccati e decide di parlargli. Newt gli rivela che ha sempre zoppicato perché nel labirinto ha tentato il suicidio. Thomas cerca di convincerlo nuovamente ad andare via con lui ma Newt rifiuta e prega Thomas di ucciderlo. Thomas si rifiuta, riluttante all'idea di uccidere; Newt comincia a perdere lucidità e dice a Thomas che se non lo ucciderà sarà lui a uccidere Thomas stesso. Dopo una breve lotta, Newt si punta la pistola di Thomas alla testa e lo invita a premere il grilletto. Thomas si tira nuovamente indietro davanti alla richiesta dell'amico infetto, che a quel punto viene nuovamente sopraffatto dall'ira; inizia un'altra breve colluttazione fra i due, che termina quando Newt, in un attimo di riacquistata lucidità, implora nuovamente Thomas di ucciderlo. Quest'ultimo, con la morte nel cuore, decide infine di accontentare l'amico, sparandogli alla testa e uccidendolo all'istante. Thomas arriva in seguito al centro della C.A.T.T.I.V.O. dove riesce a piazzare il dispositivo. Janson gli rivela che lui è il Candidato Finale per la cura dell'Eruzione, e per trovarla dovranno rimuovergli una porzione del cervello per esaminarlo. Thomas cerca di prendere tempo ma viene anestetizzato per l'operazione a forza in seguito all'intrusione del Braccio Destro. Al risveglio, Thomas trova accanto a sé un messaggio dalla cancelliera Paige (capo della C.A.T.T.I.V.O), la quale gli indica una strada per raggiungere un luogo dove poter trovare rifugio insieme agli altri immuni. Riesce quindi a trovare il suo gruppo e insieme raggiungono gli altri Muni nascosti all'interno del Labirinto. Ma mentre organizzano la fuga il Braccio Destro fa esplodere la sede della C.A.T.T.I.V.O. rischiando di uccidere anche loro. Il labirinto inizia a crollare uccidendo diversi immuni; segue uno scontro con i dolenti (mostri meccanici del labirinto), sui quali il gruppo ha la meglio senza subire perdite. Riescono quindi a raggiungere il Pass Verticale che conduce al luogo sicuro; durante lo scontro e la fuga dal vicedirettore e dai suoi scagnozzi, Teresa per salvare Thomas viene schiacciata dai detriti del crollo della struttura. Superato il Pass Verticale, il gruppo e gli immuni raggiungono un posto incontaminato e sicuro, in mezzo alla natura, dove si fermeranno per dar vita un nuovo ciclo per l'umanità. Nell'epilogo la Cancelliera Paige manda un'ultima mail ai collaboratori, dichiarando di fatto il fallimento nella ricerca della cura, ma sostenendo che la specie si è comunque salvata. I membri della C.A.T.T.I.V.O., nel bene o nel male, hanno cercato sempre e comunque di preservare la razza umana per correggere l'errore compiuto dai loro predecessori al governo. Difatti si scopre che il virus dell'Eruzione non è fuggito accidentalmente da un centro di controllo delle malattie, ma è stato diffuso volontariamente dall'uomo dopo le eruzioni solari come misura di controllo della popolazione.

## Personaggi
ThomasProbabilmente ha 17 anni ed è il protagonista della saga. Il suo nome deriva dal famoso personaggio di Thomas Edison. È un immune nonché candidato numero 1 per trovare una cura all'Eruzione. Ha lavorato al progetto per creare il labirinto e le successive prove insieme alla coetanea Teresa Agnes. Viene nominato dalla C.A.T.T.I.V.O "Soggetto A2. Deve essere ucciso dal gruppo B" ma scoprirà in seguito, grazie a targhe appese per tutta la Zona Bruciata, di essere in realtà "Il vero Leader". Ha i capelli castani e un fisico atletico.
MinhoProbabilmente ha 17 anni ed è uno dei migliori amici di Thomas.  È stato uno dei "Radurai Originali" e ha vissuto nel Labirinto per tre anni. Qui è diventato l'Intendente dei Velocisti. È un personaggio piuttosto insolente e con grande sarcasmo, che però riuscirà a combattere senza problemi nel corso dei tre libri. È immune e viene nominato dalla C.A.T.T.I.V.O "Soggetto A7 Il Leader". Ha i capelli neri e origini asiatiche. A detta di Thomas è piuttosto alto e atletico.
NewtProbabilmente ha 18 anni ed è, insieme a Minho, uno dei migliori amici di Thomas. È uno dei "Radurai Originali" e diventa un Velocista. Purtroppo a causa di un incidente ad una gamba, che poi si scoprirà essere la conseguenza di un tentativo di suicidio, è costretto a smettere di correre e diventa il secondo in comando nella Radura. Purtroppo, differenza dei suoi amici, non è immune ed è stato inserito nel labirinto per studiare la differenza tra gli immuni e i non immuni. Ecco perché infatti viene nominato dalla C.A.T.T.I.V.O il "Soggetto A5 Il Collante". Purtroppo verrà contagiato, ma lui vivrà per sempre. Il suo nome deriva dal famoso Isaac Newton. È biondo con i capelli corti.
Teresa AgnesProbabilmente ha 17 anni ed è la migliore amica di Thomas, almeno fino al loro scontro durante il secondo libro. È come Thomas uno dei creatori del Labirinto ma, al contrario dell'amico, sembra quasi non pentirsene. È Immune e viene classificata dalla C.A.T.T.I.V.O come il "Soggetto A1 La Traditrice". All'inizio doveva essere il candidato numero 1, ma la scelta alla fine ricade su Thomas, con il quale Teresa può parlare telepaticamente grazie ad un dispositivo impiantato nel loro cervello. Ha i capelli lunghi e neri, gli occhi azzurri e la pelle chiara. Il suo nome deriva da Madre Teresa.
BrendaHa 16 anni ed entra a far parte della storia nel secondo libro insieme a Jorge. È Immune e lavora per la C.A.T.T.I.V.O ma si ribella per aiutare Thomas. Ha un carattere deciso e riesce a superare tranquillamente le prove con i Radurai. Ha i capelli castani spesso raccolti in una coda di cavallo e occhi marroni.
JorgeÈ un adulto e durante i libri aiuterà i Radurai grazie alle sue conoscenze. È Immune e lavora alla C.A.T.T.I.V.O come pilota di Berghe. Viene considerato da Brenda come un padre.
GallyÈ un Raduraio Immune e probabilmente ha  17 anni. Nel primo libro viene visto da Thomas come un "cattivo" ma durante il terzo libro aiuterà i Radurai rimanenti grazie ai suoi contatti con il Braccio Destro. Il suo nome deriva da Galileo Galilei.

## Sequel
Il libro ha un sequel di una trilogia ambientato 73 anni dopo, chiamato Il veliero del labirinto (The Wicked String) dal 2021

## Prequel
Il libro ha quattro prequel: i primi due volumi della serie, Il labirinto e La fuga, il primo prequel del 2012, La mutazione (The Kill Order) ed il secondo prequel, Il codice - Maze Runner (The Fever Code), del 2016.